# Jonny Crosio
Jonny Crosio (Zurigo, 20 luglio 1962) è un architetto e politico italiano.

## Biografia
Nato a Zurigo (Svizzera), vive a Dubino. Iscritto nel Registro svizzero degli Ingegneri e degli Architetti, ha collaborato alla Facoltà di Architettura del Politecnico di Milano dal 2003 al 2014, (Campus Leonardo). DIAP - Dipartimento di Architettura e Pianificazione.

## Attività politica
Nel 1992 aderisce alla Lega Nord ed entra in politica su incoraggiamento del professor Gianfranco Miglio. Consigliere comunale di Dubino dal 1993 al 1996 e dal 2001 al 2008 e assessore dal 2001 al 2006, è stato assessore della provincia di Sondrio dal 2004 al 2008 nella giunta presieduta da Fiorello Provera. Alle elezioni regionali del 2005 si candida per la provincia di Sondrio e ottiene 8028 preferenze, ma non è eletto.
Nel 2008 viene eletto alla Camera dei Deputati per la Lega Nord nella circoscrizione Lombardia 2, viene poi rieletto nel 2013 al Senato della Repubblica nella circoscrizione Lombardia.
È stato capogruppo della Lega Nord in commissione trasporti e comunicazioni a Palazzo Madama e componente della commissione di Vigilanza Rai. Membro della Delegazione Parlamentare italiana presso l'Assemblea del Consiglio d'Europa. Componente della Commissione parlamentare 2015 sulle cause del disastro del traghetto Moby Prince.
Primo firmatario della Legge S.2603-B approvata il 22 Dicembre 2017: “Nuove disposizioni in materia di iscrizione e funzionamento del registro delle opposizioni e istituzione di prefissi nazionali per le chiamate telefoniche a scopo statistico, promozionale e di ricerche di mercato”.
Non è stato ricandidato alle elezioni politiche del 2018. 
Il 27 maggio 2022 dichiara di non riconoscersi più nelle scelte politiche del proprio partito di appartenenza e passa a Fratelli d'Italia.  
Nel 2024, pur ribadendo la propria stima a Giorgia Meloni, decide di non rinnovare l'adesione al partito. 
Nello stesso anno contribuisce alla nascita dell'associazione politico culturale "Patto per il Nord", associazione nata dalle ceneri della Lega Nord.